# Explorer 20
Explorer 20 – mały amerykański satelita do badań warstwy F2 jonosfery. Satelita badał rozkład elektronów, gęstość i temperaturę jonów, oraz szum kosmiczny. Prowadzono nim pomiary skoordynowane z pomiarami dokonywanymi przez rakietę sondażową Argo D-4, wystrzeloną z Wallops Flight Facility.
Satelita pozostaje na orbicie okołoziemskiej, której trwałość szacuje się na 800 lat.

## Budowa i działanie
Satelita miał kształt cylindra zakończonego z obu stron ściętym stożkiem. Był stabilizowany obrotowo (1,53 obr./min; po roku zmalała do 0,45 obr./min). Zasilany ogniwami słonecznymi ładującymi akumulatory NiCd.
Dane odbierany były tylko przy widoczności stacji naziemnych (brak rejestratora danych): Hawaje, Singapur, Wielka Brytania, Australia, Afryka. Wysyłanie danych trwało od 30 minut do 4 godzin dziennie, zależnie od dostępnej energii elektrycznej.
Pomimo problemów z telemetrią i interferencjami, statek działał przez około 16 miesięcy (przed startem wyłączono funkcję automatycznego wyłączania po jednym roku). Odpowiedzi statku na rozkazy z Ziemi stały się chaotyczne po 20 grudnia 1965.

### Wyposażenie naukowe
- sześcio-zakresowa sonda jonosfery

Przyrząd do badania gęstości elektronów w jonosferze, na wysokościach od 300 do 1000 km. Okazał się najbardziej przydatny w określaniu nieregularności w rozkładzie elektronów i badaniu składowych rezonansu plazmy. Składał się nadajnika i odbiornika radiowego mierzącego różnicę czasu między nadanym a odbitym przez jonosferę sygnałem. Posiadał trzy anteny dipolowe na obwodzie statku. Jeden dipol składał się z pary anten o długości 18,28 metrów. Dwa pozostałe, z dwóch par anten o długości 9,14 metra. Urządzenie próbkowało sześć wybranych częstotliwości, między 1,5 a 7,22 MHz, co 0,105 sekundy. Statek zanotował łącznie 1450 godzin danych. Większość z nich była na tyle dokładna, żeby przygotować na ich podstawie jonogramy.
- próbnik jonów

Zamontowany na krótkim wysięgniku spektrometr masy jonów i ich temperatury. Składał się ze sferycznej elektrody, o średnicy 9 cm, umieszczonej wewnątrz 10 cm kuli z dziurkowanej folii niklowej (grubość 0,1 mm; otwory o śr. 0,5 mm). Zewnętrzna kula była naładowana ujemnie, w celu niwelacji wpływu elektronów. Bardziej masywne jony przechodziły przez siatkę tworząc prąd elektryczny, zależny od napięcia przyłożonego do elektrody. Napięcie zmieniano powolnym przebiegiem piłokształtnym, od -2 do 10 V. Na niego nakładano dwa niskonapięciowe przebiegi sinusoidalne, o częstotliwościach 0,5 kHz i 3,2 kHz. Zmiana nachylenia wykresu napięcia do prądu dawała profil dystrybucji energii. Dla jonów termicznych był on funkcją masy jonów i prędkości satelity. Prędkość jonów termicznych poszerzała linie spektrum mas, używano jej jednak do określania temperatury jonów. Na skutek silnego ekranowania plazmy przez statek, instrument nie zebrał danych użytecznych naukowo.
- miernik szumu kosmicznego

Używał sygnału z sondy jonosfery; pracował w paśmie 1,5 - 7,2 MHz. Pomiary mniej więcej zgadzały się z wcześniejszymi obserwacjami. Kalibracja odbiornika była jednak zbyt mało dokładna, aby uznać je za wartościowe naukowo.